# Remington Modell SP-10
Das Remington Modell SP-10 ist eine gasbetriebene und halbautomatische Schrotflinte des US-amerikanischen Herstellers Remington Arms. 

## Beschaffenheit
Der Entwurf ist basiert auf dem Waffenmodell Ithaca Mag-10. Die Waffe wird vom Hersteller Remington in 4 Versionen (Model SP 10 Magnum Camo; Model SP-10 Magnum Satin; Model SP-10 Thumbhole und Model SP-10 Waterfowl) für Flintenmunition im Kaliber 10 hergestellt.